# Xiamen Xiangyu Group
Xiamen Xiangyu Group Corporation (XMXYG) — китайский многопрофильный инвестиционный конгломерат, основные интересы которого сконцентрированы в сфере оптовой торговли, логистики, коммерческой недвижимости, инфраструктуры, финансовых и цифровых услуг. Входит в число крупнейших компаний страны и мира. Основан в ноябре 1995 года, штаб-квартира расположена в городе Сямынь (Фуцзянь). Контрольный пакет акций Xiamen Xiangyu Group принадлежит Комитету по контролю и управлению государственным имуществом Сямыня (Xiamen SASAC).
Главным активом группы является дочерняя Xiamen Xiangyu Company Limited (управление цепочками поставок, логистика, оптовая торговля, дистрибуция товаров, инвестиции в логистические и промышленные парки, торговые центры и жилую недвижимость). Компания основана в мае 1997 года, её акции котируются на Шанхайской фондовой бирже.

## Деятельность
Xiamen Xiangyu Company Limited занимается поставками металлов, минерального сырья, энергетической и химической продукции, сельскохозяйственных товаров, продуктов питания, автомобилей, морских судов и электроники.
Также Xiamen Xiangyu Group является оператором ряда свободных экономических зон Сямыня (Xiangyu Bonded Area и Сямыньской части Fujian Free Trade Zone), имеет интересы в судостроительной отрасли Наньтуна (Nantong Xiangyu Offshore).
Кроме того, Xiangyu Group владеет заводом по выпуску нержавеющей стали в индонезийской провинции Юго-Восточный Сулавеси (в состав промышленного комплекса входят также тепловая электростанция и морской порт для перевалки сырья и продукции).